# Organización territorial de Austria
Austria es una República federal (en alemán: bund), y está dividida territorialmente en nueve Estados federados (en alemán: Bundesländer, en singular: Bundesland), cada uno de ellos con su propio parlamento estatal (landtag), su gobierno estatal (landesregierung) y su gobernador o landeshauptmann / Landeshauptfrau. La capital, Viena, constituye un estado que abarca únicamente el propio municipio de Viena, donde ayuntamiento, concejales y alcalde hacen el papel de parlamento, gobierno y gobernador estatales. Los Estados federados están divididos administrativamente en distritos (en alemán: bezirke), sin poder político solo administrativo, que reúnen a los distintos municipios (en alemán: gemeinden) que forman el estado austriaco.

Organización territorial de Austria. Bund es la Federación, esto es, el Estado soberano de Austria. Länder, cada uno de los Estados Federados. Bezirke, los Distritos políticos, formados por Gemeinden, municipios. Siendo municipios, las ciudades estatutarias (Städte mit eigenem Statut) están al nivel competencial de los Distritos. El municipio de la capital, Viena (Wien) es una ciudad estatutaria que a la vez es Estado Federal.

## El federalismo austriaco
Las elecciones estatales se celebran cada cinco años (salvo en Alta Austria, donde se hacen cada seis). Los delegados en el Landtag o parlamento estatal, electos sobre la base de un sistema de representación proporcional, eligen al gobernador o Landeshauptmann, que forma el gobierno estatal o Landesregierung a su elección.
La constitución federal austriaca concede relativamente pocos poderes legislativos reales. Las materias sometidas a legislación estatal propia son relativamente pocas (las más importantes son la ordenación del territorio y el urbanismo, la protección natural, la caza, la pesca, y la agricultura, la protección de la juventud y el derecho a recaudar algunos impuestos).
Casi todas las cuestiones de importancia práctica, incluyendo pero no limitadas al derecho penal, derecho civil, derecho corporativo, muchos otros aspectos del derecho económico, la educación, la universidad, el bienestar, las telecomunicaciones y el sistema de salud, deben ser regulados por leyes federales.
Tampoco hay un poder judicial independiente en los Bundesländer, pues la constitución federal define al poder judicial como un asunto exclusivamente federal.

## Formación histórica
Estas características del federalismo austriaco tan diferentes del alemán se deben principalmente a razones históricas, en las que el poder real durante la época anterior a la Revolución francesa y en el Imperio austríaco se concentró en Viena. Este desarrollo histórico se encuentra en marcado contraste con la evolución de Alemania, que se había formado a partir de varios estados más pequeños, sin un poder centralizado en un solo lugar.
La organización político-administrativa del país sufrió grandes modificaciones a lo largo del siglo XX. Primero debido a la disolución de Austria-Hungría, más tarde a causa de la Anschluss y finalmente tras los eventos que siguieron al fin de la Segunda Guerra Mundial en Europa.
En términos de límites, el actual estado de Salzburgo coincide con el Ducado de Salzburgo de la antigua monarquía austro-húngara, que desapareció desgarrada por la conjunción de fuerzas nacionalistas y republicanas a finales de la Primera Guerra Mundial.
Los estados de Alta Austria y Baja Austria son esencialmente equivalentes a lo que antes fueron las dos mitades autónomas del Archiducado de Austria, el principado que formaba históricamente el núcleo de las tierras del imperio.
Del mismo modo, el estado de Carintia desciende del Ducado de Carintia, el Estado de Estiria desciende del Ducado de Estiria y el estado del Tirol es lo que queda del antiguo condado principesco del Tirol. Estos Bundesländer tuvieron que ceder territorios a Italia y Yugoslavia en el periodo de formación final de estos países, como consecuencia del final de la Primera y Segunda Guerra Mundial.
Por último, el estado de Vorarlberg había sido una parte semiautónoma del condado del Tirol, hasta 1918. El estado de la ciudad de Viena era una parte de la Baja Austria imperial hasta 1921, cuando la República de Austria fue establecida con Viena su capital. El estado de Burgenland es una entidad, más o menos artificialmente aglutinada, formada por las áreas de habla alemana que Hungría cedió a Austria en 1920–1923.

## Divisiones administrativas

### Estados federados
Austria es una república federal formada por nueve estados (en alemán: länder). Dado que land es también la palabra alemana para país, el término Bundesländer (literalmente estados federales) se usa a menudo en su lugar para evitar ambigüedades. La Constitución de Austria utiliza ambos términos. Los estados austriacos pueden aprobar leyes que se mantengan dentro de los límites de la constitución, y cada estado tiene representantes en el parlamento austriaco.

### Ciudades estatutarias y distritos políticos

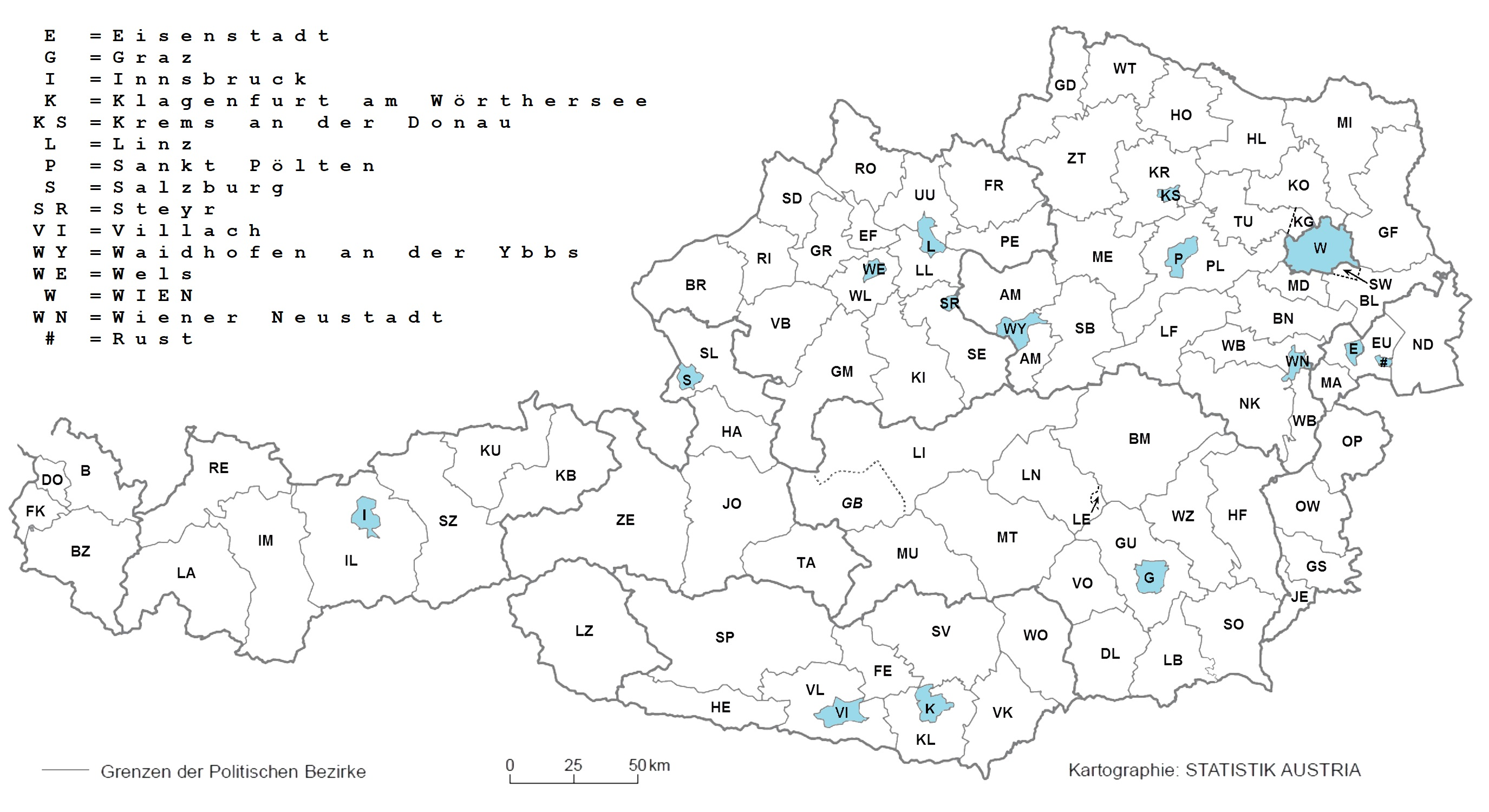
Mapa de Austria dividida en los 84 distritos políticos y en azul, las 15 ciudades estatutarias o Statutarstädte.

Cada estado está formado por ciudades estatutarias (en alemán: statutarstädte) y distritos políticos (en alemán: politische bezirke) que reúnen municipios homogéneamente según su población. El municipio de una ciudad perteneciente a un distrito político, puede solicitar al landtag de su bundesland su separación del mismo y su conversión a statutarstadt si su población supera los 20 000 habitantes y si el gobierno estatal y el gobierno federal así lo autorizan.

### Municipios
Los propios municipios (en alemán: gemeinden) forman el tercer nivel en la administración austriaca, el más bajo de la organización territorial federal austriaca. Su denominación se corresponde en principio con el nombre de la localidad (Ort) más grande que contiene, aunque cambios posteriores (por división o reunión de municipios, etc…) han podido hacer necesario cambios en la denominación.
El 1 de agosto de 2023 había en Austria 2093 municipios, divididos en cuatro tipos:
- Común (rural) o Landgemeinde: 1.118
- de Mercado o Markt(gemeinde): 773
- Ciudad (sin estatuto propio) o Stadt(gemeinde): 202
  - Ciudad estatutaria o Statutarstadt: 15 (que forman parte del escalón anterior de la organización territorial, salvo Viena, cuyo municipio es considerado de primer nivel, el noveno estado federal)